# Palestine aux Jeux olympiques d'été de 2020
La Palestine participe aux Jeux olympiques de 2020 à Tokyo au Japon. Il s'agit de sa 7e participation à des Jeux d'été.

## Athlètes engagés
| Sport         | Hommes | Femmes | Total |
| ------------- | ------ | ------ | ----- |
| Athlétisme    | 0      | 1      | 1     |
| Haltérophilie | 1      | 0      | 1     |
| Judo          | 1      | 0      | 1     |
| Natation      | 1      | 1      | 2     |
| Total         | 3      | 2      | 5     |

## Résultats

### Athlétisme
La Palestine bénéficie d'une place attribuée au nom de l'universalité des Jeux. Hanna Barakat disputera le 100 mètres féminin.
| Athlète       | Épreuve       | Tour préliminaire | Tour préliminaire | 1er tour | 1er tour | Demi-finale | Demi-finale | Finale   | Finale   |          |
| Athlète       | Épreuve       | Temps             | Rang              | Temps    | Rang     | Temps       | Rang        | Temps    | Rang     |          |
| ------------- | ------------- | ----------------- | ----------------- | -------- | -------- | ----------- | ----------- | -------- | -------- | -------- |
| Hanna Barakat | 100 m féminin | 12 s 16           | 12 s 16           | 5e       | Éliminée | Éliminée    | Éliminée    | Éliminée | Éliminée | Éliminée |

### Haltérophilie
Mohammed Hamada obtient une invitation tri-partite de la part de la IWF attribuée à la zone Asie.
| Athlète         | Compétition           | Arraché  | Arraché | Épaulé-jeté | Épaulé-jeté | Total  | Rang |
| Athlète         | Compétition           | Résultat | Rang    | Résultat    | Rang        | Total  | Rang |
| --------------- | --------------------- | -------- | ------- | ----------- | ----------- | ------ | ---- |
| Mohammed Hamada | Moins de 96 kg hommes | 137 kg   | 15e     | 173 kg      | 12e         | 310 kg | 13e  |

### Judo
| Athlète          | Compétition           | 1er tour             | 2e tour             | Quart de finale     | Demi-finale         | Repêchage           | Finale / MB         | Rang    |
| Athlète          | Compétition           | Adversaire Résultat  | Adversaire Résultat | Adversaire Résultat | Adversaire Résultat | Adversaire Résultat | Adversaire Résultat | Rang    |
| ---------------- | --------------------- | -------------------- | ------------------- | ------------------- | ------------------- | ------------------- | ------------------- | ------- |
| Wesam Abu Rmilah | Moins de 81 kg hommes | Ressel Défaite 00-10 | Éliminé             | Éliminé             | Éliminé             | Éliminé             | Éliminé             | Éliminé |

### Natation
| Athlète         | Épreuve                   | Série   | Série | Demi-finale | Demi-finale | Finale   | Finale   |
| Athlète         | Épreuve                   | Temps   | Rang  | Temps       | Rang        | Temps    | Rang     |
| --------------- | ------------------------- | ------- | ----- | ----------- | ----------- | -------- | -------- |
| Yazan Al-Bawwab | 100 m nage libre masculin | 54 s 51 | 66e   | Éliminé     | Éliminé     | Éliminé  | Éliminé  |
| Dania Nour      | 50 m nage libre féminin   | 30 s 43 | 71e   | Éliminée    | Éliminée    | Éliminée | Éliminée |